# Молитва (вірш)
«Молитва» — вірш Тараса Шевченка 1860 року, ліричний цикл із трьох частин, які є варіаціями молитов.

## Датування і автограф
«Молитва» датується 24—27 травня 1860 року й написана Тарасом Шевченком у Петербурзі. Вірш був переписаний Олександром Лазаревським до «Більшої книжки», первісний його автограф не відомий.

## Складова
Вірш складається з трьох частин. Кожна частина подана під окремою датою — 24, 25 і 27 травня 1860. Заголовок міститься над першою варіацією. Всі частини мають ту саму тему із спільною образно-композиційною структурою та стилістичним ладом: «Царям, всесвітнім шинкарям…», «Царів, кровавих шинкарів…» та «Злоначинающих спини…».

## Зміст
| Ліві лапки | I частина (24 травня 1860) Царям, всесвітнім шинкарям, І дукачі, і таляри, І пута кутії пошли. Робочим головам, рукам На сій окраденій землі Свою ти силу ниспошли. Мені ж, мій Боже, на землі Подай любов, сердечний рай! І більш нічого не давай! II частина (25 травня 1860) Царів, кровавих шинкарів, У пута кутії окуй, В склепу глибокім замуруй. Трудящим людям, Всеблагий, На їх окраденій землі Свою Ти силу ниспошли. А чистих серцем? Коло їх Постав Ти ангели свої, Щоб чистоту їх соблюли. Мені ж, о Господи, подай Любити правду на землі І друга щирого пошли! III частина (27 травня 1860) Злоначинающих спини, У пута кутії не куй, В склепи глибокі не муруй. А доброзиждущим рукам І покажи, і поможи, Святую силу ниспошли. А чистих серцем? Коло їх Постави ангели свої І чистоту їх соблюди. А всім нам вкупі на землі Єдиномисліє подай І братолюбіє пошли. | Праві лапки |

## Публікації
Першою надрукована третя варіація — «Злоначинающих спини…» — у журналі «Основа» (1861, № 6).
Вперше всі три частини вірша разом надруковані в «Кобзарі з додатком споминок про Шевченка Костомарова і Микешина» (Прага, 1876. — С. 238) під редакторською назвою «Молитви», що об'єднувала (з нумерацією І — IV) вірші «Царям, всесвітнім шинкарям…», «Царів, кровавих шинкарів…», «Злоначинающих спини…», «Тим неситим очам…».